# Северная почта (1862—1868)
«Се́верная по́чта» — русскоязычная газета, на протяжении шести лет издававшаяся в столице Российской империи городе Санкт-Петербурге. Первый номер газеты вышел 1 января 1862 года.
Периодическое печатное издание «Северная почта» являлось официальным органом печати Министерства внутренних дел Российской империи. Ранее МВД России ежемесячно издавало «Журнал Министерства внутренних дел», однако такой разрыв между выпусками нередко приводил к тому, что подписчики получали уже устаревшую информацию. В отличие от своего «предшественника» газета «Северная почта» выходила ежедневно. Согласно Большой советской энциклопедии, газета «Вела пропаганду правительственной программы, боролась с оппозиционной прессой. Публиковала придворные известия, правительственные распоряжения, внутреннюю и внешнюю коммерческую информацию».
Главными редакторами газеты «Северная почта» в разное время являлись: А. В. Никитенко (до этого редактировал «Журнал Министерства народного просвещения», Н. В. Варадинов, И. А. Гончаров (с 215 № 1862 года), Д. И. Каменский (с 144 № 1863 года).
Вскоре на смену «Северной почте», как печатному органу министерства внутренних дел, пришла газета «Правительственный вестник», и издание было закрыто за ненадобностью. Последний номер Северной почты вышел в свет 31 декабря 1868 года.
Примерно за полвека до выхода первого номера «Северной почты» в городе Санкт-Петербурге издавалась одноимённая газета, однако у этих двух изданий, кроме одинакового названия, нет ничего общего.